# Аганозерське родовище
Аганозерское родовище — родовище хромової руди на території Пудозького району Республіки Карелія.

## Загальні відомості
Розташоване за 30 км на схід від Онезького озера, за 40 км на північ від Пудожа в околицях озера Аганозеро.
Перші відомості про наявність хромової руди отримані Карельською комплексною геологорозвідувальною експедицією в 1956 році. З 1996 року проводиться геологічне вивчення та розвідка хромових руд родовища. Станом на вересень 2008 року проведена розвідка родовища і складений технологічний регламент першої черги гірничодобувного підприємства.
На родовищі виявлено запаси хромових руд в обсязі 8,39 млн тонн (по категорії С2) і 209,1 млн тонн (по категорії Р1).
Родовище розташоване в південній частині Бураковського масиву. Головний хромітовий горизонт витягнутий в меридіональному напрямку на 8 км і завширшки 1,5—3 км. Максимальна глибина залягання горизонту — 670 м, потужність від 1,4 до 5,4 м.
Рудами є середньо-крупнозернисті хромшпінелідові породи з перемінним вмістом мінералів. Виділяються дві генерації хромшпінеліду — пойкилітова вкрапленість в діопсиді і інтерстиційна. Концентрація хромшпінеліду становить 30—50 % у верхній частині горизонту і до 50—70 % у нижній.

## Хімічний склад руд
- Cr2O3 — 24,08 %
- SiO2 — 21,88 %
- Al2O3 — 5,3 %
- FeO — 16,61 %
- СаО — 3,73 %
- Cr2O3/FeO — 1,49 %

Сумарний вміст платини і платиноїдів у рудах становить 1,23 г/т, вміст золота — до 4,5 м/т.